# Sessinia latiuscula
Sessinia latiuscula là một loài bọ cánh cứng trong họ Oedemeridae. Loài này được Broun miêu tả khoa học năm 1880.